# (73351) 2002 JO133
(73351) 2002 JO133 – planetoida z pasa głównego asteroid okrążająca Słońce w ciągu 3,58 lat w średniej odległości 2,34 j.a. Odkryta 9 maja 2002 roku.